# Eishockey-Europapokal 1976/77
Der Eishockey-Europapokal in der Saison 1976/77 war die zwölfte Austragung des gleichnamigen Wettbewerbs durch die Internationale Eishockey-Föderation IIHF. Der Wettbewerb begann im Oktober 1976; das Finale wurde im Dezember 1978 und Februar 1979 ausgespielt. Insgesamt nahmen 16 Mannschaften teil. Der TJ Sokol Kladno gewann zum ersten Mal den Titel.

## Modus und Teilnehmer
Die Landesmeister des Spieljahres 1975/76 der europäischen Mitglieder der IIHF waren für den Wettbewerb qualifiziert. Der Wettbewerb wurde im K.-o.-System in Hin- und Rückspiel ausgetragen.
| - HC Gröden - Tilburg Trappers - Berliner SC - Chamonix Hockey Club - SC Langnau - KSF Kopenhagen - Spartak-Lewski Sofia - HK Olimpija Ljubljana | - EC Klagenfurter AC (gesetzt für die 2. Runde) - IF Frisk Asker (gesetzt für die 2. Runde) - Podhale Nowy Targ (gesetzt für die 2. Runde) - SC Dynamo Berlin (gesetzt für die 2. Runde) - TPS Turku (gesetzt für das Viertelfinale) - Brynäs IF Gävle (gesetzt für das Viertelfinale) - TJ Sokol Kladno (gesetzt für das Viertelfinale) - Spartak Moskau (gesetzt für das Viertelfinale) |

## Turnier

### 1. Runde
|                      |                       | Gesamt | 1. Spiel | 2. Spiel |
| -------------------- | --------------------- | ------ | -------- | -------- |
| Spartak-Lewski Sofia | HK Olimpija Ljubljana | 3:9    | 2:4      | 1:5      |
| Chamonix Hockey Club | SC Langnau            | 4:18   | 2:8      | 2:10     |
| Berliner SC          | HC Gröden             | 14:5   | 11:1     | 3:4      |
| Tilburg Trappers     | KSF Kopenhagen        | 14:6   | 6:1      | 8:5      |

### 2. Runde
|                    |                       | Gesamt            | 1. Spiel          | 2. Spiel          |
| ------------------ | --------------------- | ----------------- | ----------------- | ----------------- |
| EC Klagenfurter AC | HK Olimpija Ljubljana | 9:6               | 5:1               | 4:5               |
| Tilburg Trappers   | SC Langnau            | 9:13              | 5:6               | 4:7               |
| Berliner SC        | SC Dynamo Berlin      | 12:5              | 8:2               | 4:3               |
| Podhale Nowy Targ  | IF Frisk Asker        | Asker verzichtete | Asker verzichtete | Asker verzichtete |

### Viertelfinale
|                 |                   | Gesamt                | 1. Spiel              | 2. Spiel              |
| --------------- | ----------------- | --------------------- | --------------------- | --------------------- |
| Berliner SC     | Brynäs IF Gävle   | 3:6                   | 1:3                   | 2:3                   |
| SC Langnau      | TPS Turku         | 4:13                  | 3:3                   | 1:10                  |
| TJ Sokol Kladno | Podhale Nowy Targ | Nowy Targ verzichtete | Nowy Targ verzichtete | Nowy Targ verzichtete |

| 23. September 1977 | EC Klagenfurter AC Helmut Koren (19.) Helmut Koren (40.) Rudolf König (40.) Herbert Haiszan (46.) Herbert Hauszan (60.) | 5:12 (1:3, 2:5, 2:4) | Spartak Moskau Wladimir Trunow (12.) Wladimir Lubkin (13.) Gennadi Krylow (15.) Alexei Kostylew (28.) Alexander Kulikow (32.) Alexander Barinew (32.) Waleri Jewstifejew (37.) Waleri Patschkalin (38.) Alexander Kulikow (42.) Sergei Kislizyn (43.) Wladimir Kutscherenko (47.) Alexei Kostylew (50.) | Messehalle 6, Klagenfurt Zuschauer: 2.500 |

| 24. September 1977 | EC Klagenfurter AC Walter König Rudolf König Herbert Haiszan | 3:10 (0:7, 2:3, 1:0) | Spartak Moskau Leonid Borsow (2) Waleri Jewstifejew (2) Waleri Bragin Wiktor Schalimow Wladimir Lubkin Gennadi Krylow Wladimir Schadrin Waleri Patschkalin | Messehalle 6, Klagenfurt Zuschauer: 2.000 |

### Halbfinale
|                 |                 | Gesamt | 1. Spiel | 2. Spiel |
| --------------- | --------------- | ------ | -------- | -------- |
| TPS Turku       | TJ Sokol Kladno | 7:11   | 5:4      | 2:7      |
| Brynäs IF Gävle | Spartak Moskau  | 2:10   | 1:3      | 1:7      |

### Finale
| 14. Dezember 1978 | Spartak Moskau Rinat Baimuchametow (5.) Waleri Bragin (16.) Juri Rytschkow (22.) Arkadi Rudakow (52.) | 4:4 (2:1, 1:2, 1:1) | TJ Sokol Kladno Miroslav Křiváček (18.) Milan Nový (25.) Zdeněk Müller (39.) Zdeněk Müller (57.) | Sportpalast W.I. Lenin, Moskau Zuschauer: 12.000 |

| 13. Februar 1979 | TJ Sokol Kladno František Kaberle (10.) Eduard Novák (27.) Jiří Kopecký (32.) Eduard Novák (37.) | 4:4 (1:1, 3:1, 0:2) | Spartak Moskau Rinat Baimuchametow (2.) Alexander Barinew (21.) Alexander Kulikow (48.) Alexei Kostylew (49.) | Městský zimní stadion, Kladno Zuschauer: 5.200 |

|  | Eduard Novák Miroslav Křiváček | 2:1 Penaltyschießen | Arkadi Rudakow |  |

## Siegermannschaft
| Europapokalsieger TJ Sokol Kladno | Torhüter: Miroslav Krása Verteidiger: Bohumil Čermák, Miloslav Hořava, František Kaberle, Jan Neliba, Otakar Vejvoda, Jaroslav Vinš Angreifer: Lubomír Bauer, Jiří Kopecký, Miroslav Křiváček, Zdeněk Müller, Eduard Novák, Jan Novotný, Milan Nový, Arnošt Reckziegel, Václav Sýkora Trainerstab: Bohumil Prošek, Václav Slánský |